# Abashiri Family
The Abashiri Family (あばしり一家, Abashiri Ikka?) é uma série de manga de Go Nagai que foi publicada na Shonen Champion. Após quatro anos da série ter sido publicada, alguns dos personagens retornaram com nomes diferentes como parte da série Cutey Honey.
Em 1992 a série foi refeita em quatro episódios OVA e lançada pela ADV Films.

## Sinopse
No mangá a família Abashiri é vista como a mais terrível e famosa família de gangsters de todo o mundo e está para se dissolver, uma vez que é revelado misterioso segredo do terceiro membro da gangue, Kikunosuke. Este é o membro mais podereso da família Abashiri. Entretanto, a quase pacífica vida da família se complica quando Kikunosuke entra em uma das mais prestigiosas escolas de elite. Nesta escola os estudantes ao invés de aprender sobre arte e cultura, de professores psicopatas, aprendem sobre as mais perigosas técnicas para lutar e matar. Apenas poucos estudantes sobrevivem a essa escola infernal. Mas no caso de Kikunosuke este será o mais terrível e as coisas não irão mudar muito.